# Croix latine
Ne doit pas être confondu avec Obèle.
Une croix latine, croix christique ou crux immissa est une croix dont la branche inférieure est plus longue que les autres.
Sa forme rappelle celle des représentations (peintures, sculptures) de la crucifixion du Christ, telles qu’elles sont connues en Occident depuis le Moyen Âge.

## Codage informatique
- Unicode :
  - ✝ (U+271D) croix latine
  - ✞ (U+271E) croix latine vidée ombrée
  - ✟ (U+271F) croix latine avec contour

Selon la police d'écriture, il peut y avoir confusion entre la croix latine et l’obèle.

## Symbole religieux
La croix latine est aujourd'hui le symbole principal du christianisme, parmi presque toutes les dénominations (catholicisme, orthodoxie, protestantisme et christianisme évangélique). Elle représente la crucifixion de Jésus-Christ.

### Croix monumentales
Les cinq plus grandes croix monumentales dans le monde sont : la Sainte-Croix de la valle de los Caídos avec 150 mètres de hauteur, à San Lorenzo de El Escorial, en Espagne, la croix du souvenir de Dambana ng Kagitingan avec 94 mètres, à Pilar (Bataan) aux Philippines, la croix du troisième Millénaire avec 86 mètres, à Coquimbo, au Chili, la croix de toutes les nations avec 73 mètres, à Baskinta, au Liban, la croix de Branson avec 66 mètres, à Branson (Missouri), aux États-Unis.

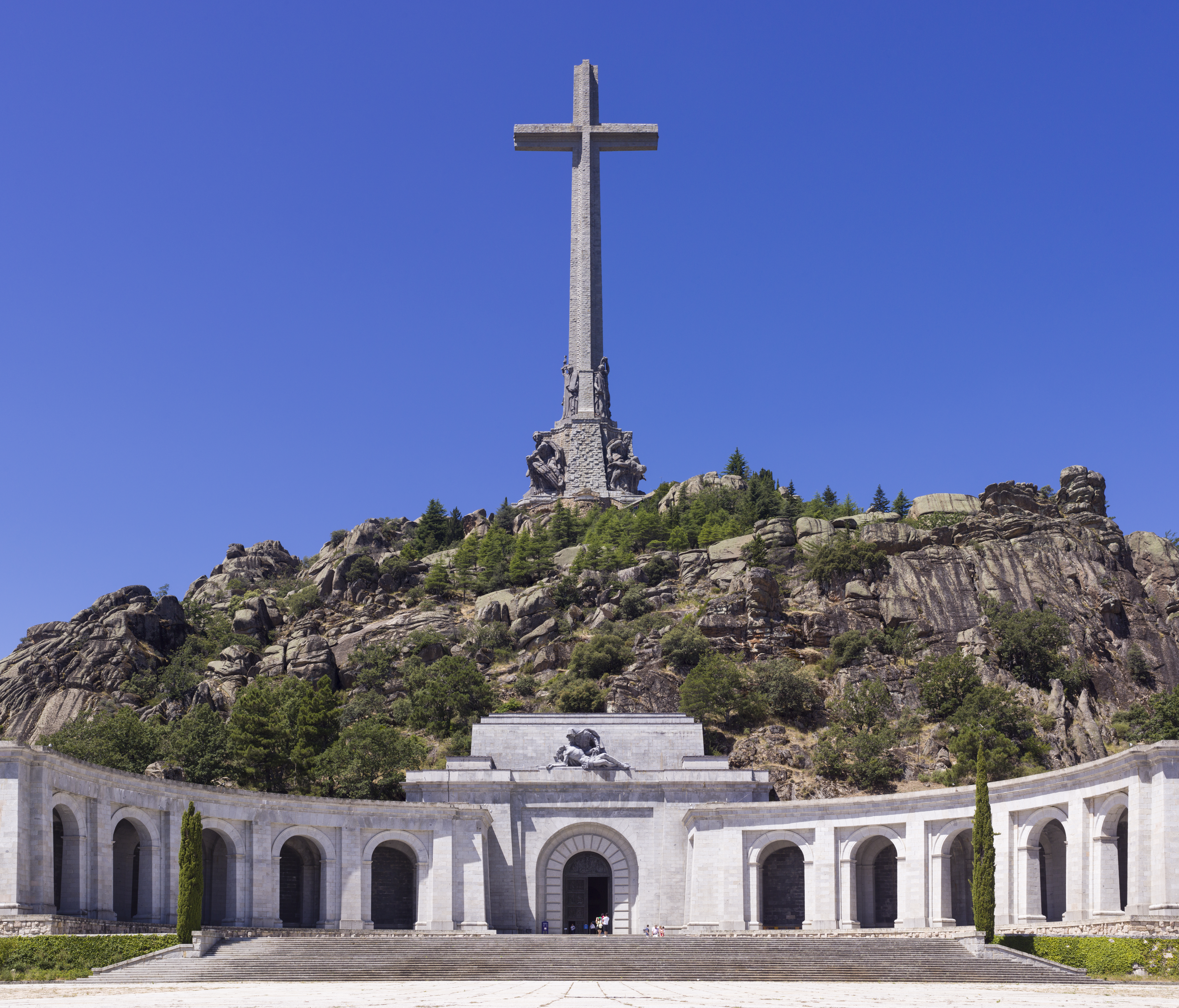
La Sainte-Croix de la valle de los Caídos inaugurée en 1956, la plus grande du monde avec 150 mètres de hauteur, à San Lorenzo de El Escorial, en Espagne.
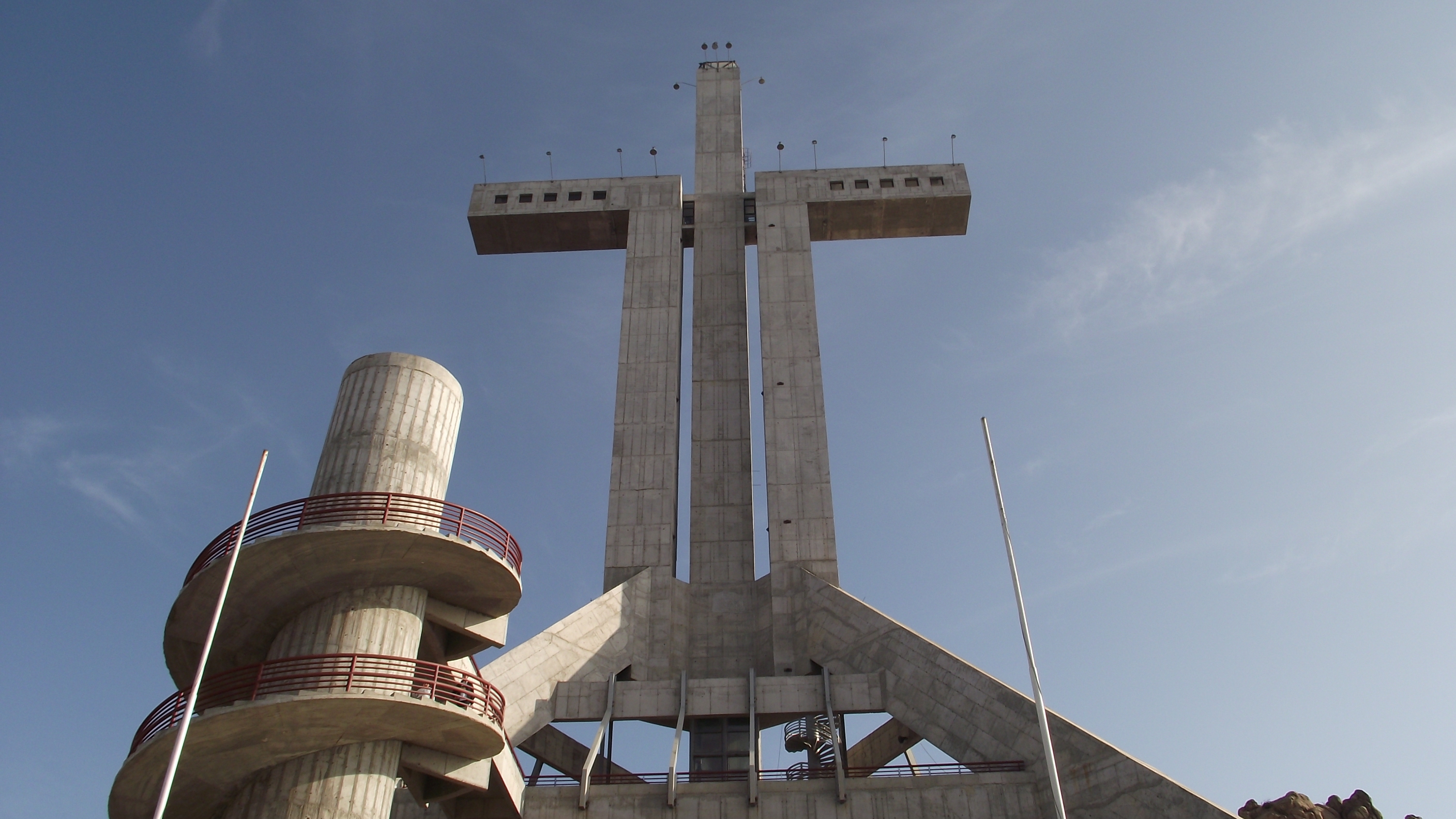
La croix du troisième Millénaire avec 86 mètres, à Coquimbo, Chili.

### Architecture
La forme de croix latine est fréquemment rencontrée dans l'architecture des églises et chapelles. L’empreinte de l’édifice au sol reprend la forme de la croix : la nef correspondant à la branche la plus longue, le transept à la traverse, le chœur à la pointe.

Plan d'une église en forme de croix latine.

## Usages biographiques, bibliographiques et généalogiques
Dans un document, une information accolée à un obèle, signe typographique de forme similaire à la croix latine, peut signifier qu'elle est relative à la mort. Cela provient de la connotation funéraire des croix monumentales dans la culture chrétienne.
De même, un obèle (pseudo croix latine) à la suite du nom d'une personne signale qu'elle est décédée. Associée à une date, elle indique celle du décès. Ainsi les généalogistes utilisent-ils des obèles dans les biographies d'ancêtres.
En paléontologie, un obèle (pseudo croix latine) à la suite du nom d'une espèce indique son extinction.

## Dans la culture
- Cross (stylisé ✝) est le premier album du groupe de musique électronique français Justice, sorti en France le 11 juin 2007.